# Лях, Даниил Пантелеевич
Даниил Пантелеевич Лях (1924—1943) — красноармеец Рабоче-крестьянской Красной Армии, участник Великой Отечественной войны, Герой Советского Союза (1943).

## Биография
Даниил Лях родился 10 ноября 1924 года в станице Ивановская (ныне — Красноармейский район Краснодарского края)в семье казака Лях Пантелея. После окончания неполной средней школы работал в колхозе. В 1941 году Лях был призван на службу в Рабоче-крестьянскую Красную Армию. С того же года — на фронтах Великой Отечественной войны.
К сентябрю 1943 года красноармеец Даниил Лях был разведчиком 496-й отдельной разведроты 236-й стрелковой дивизии 46-й армии Степного фронта. Отличился во время битвы за Днепр. В ночь с 25 на 26 сентября 1943 года Лях в составе разведгруппы переправился через Днепр в районе села Сошиновка Верхнеднепровского района Днепропетровской области Украинской ССР и принял активное участие в боях за захват и удержание плацдарма на его западном берегу, уничтожив несколько немецких солдат. В том бою Лях погиб. Похоронен в Сошиновке.
Из наградного листа к званию Героя Советского Союза

:
При форсировании реки Днепр в ночь с 25 на 26.9.1943 года в районе Сошиновка тов. Лях действовал в группе разведчиков в количестве 19 человек. Тов. Лях первым переправился на правый берег Днепра, внезапно атаковал противника и в составе группы захватил плацдарм для высадки авангарда дивизии. В течение всей ночи 26.9.1943 года тов. Лях вёл ожесточённый бой с противником, проявил при этом образцы отваги и мужества. Огнём и в рукопашных схватках тов. Лях уничтожил 9 немцев. В одной из ожесточённых схваток тов. Лях погиб.
За проявленную отвагу и мужество в боях за правый берег Днепра, тов. Лях достоин присвоения звания Героя Советского Союза.
Командир 236-й стрелковой дивизии Герой Советского Союза полковник И.И. Фесин.
21 октября 1943 года. — Из наградного листа к званию Героя Советского Союза 
Указом Президиума Верховного Совета СССР от 1 ноября 1943 года красноармеец Даниил Лях посмертно был удостоен высокого звания Героя Советского Союза. Также посмертно был награждён орденом Ленина.

## Память

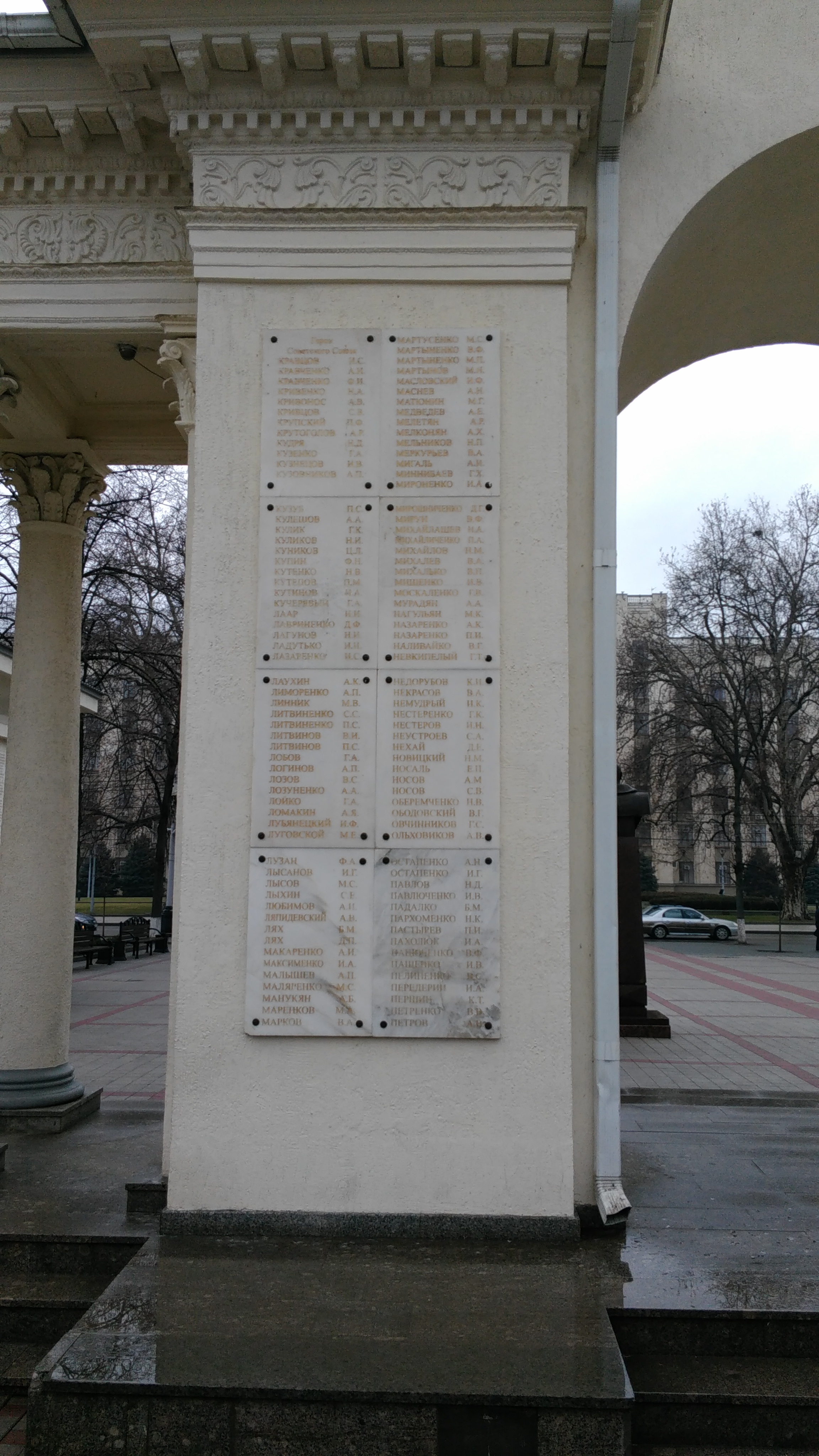
Имя Героя на мемориальной арке в Краснодаре. (Г-Пе)

- Имя Героя увековечено на мемориальной арке в Краснодаре.
- Имя Героя высечено золотыми буквами в зале Славы Центрального музея Великой Отечественной войны в Парке Победы города Москвы.

- На могиле героя установлен надгробный памятник.
- В честь Лях названа улица в его родной станице.